# Nenad Žugaj
Nenad Žugaj (Zagreb, 19. travnja 1983.), hrvatski hrvač. Brat blizanac Neven je također hrvač.
Natjecao se na Olimpijskim igrama 2012. u hrvanju grčko-rimskim stilom u kategoriji do 84 kilograma, a osvojio je 14. mjesto.
Na Mediteranskim igrama 2009. je osvojio zlatnu medalju u hrvanju grčko-rimskim stilom (do 84 kg). Na MI 2013. osvaja broncu u istoj kategoriji.
Brončani je sa svjetskog prvenstva 2010. u Moskvi i europskog prvenstva 2013. u Tbilisiju.
Bio je član Quercusa, Like i Hrvatskog dragovoljca iz Zagreba.